# Artemis Fowl - La colonia perduta
Artemis Fowl - La colonia perduta (Artemis Fowl: The Lost Colony) è un romanzo fantasy per ragazzi del 2006 dello scrittore irlandese Eoin Colfer, quinto libro del ciclo di Artemis Fowl. È stato pubblicato in inglese il 7 settembre 2006; in Italia è stato pubblicato nel novembre 2007.

## Trama
Diecimila anni fa la Terra fu luogo di una tremenda battaglia per la conquista della magica terra irlandese fra umani ed esseri fatati. Questi ultimi, resisi conto dell'impossibilità della vittoria, decisero di ritirarsi sottoterra e condurre una vita nascosta agli occhi della specie rivale. Fra tutti gli esseri soprannaturali i demoni vollero però fare eccezione e decisero, piuttosto, di trasferire la loro piccola isola (l'isola di Hybras) in una dimensione atemporale, in modo da prepararsi ad una futura guerra contro gli umani. Qualcosa, nell'incantesimo, andò per il verso sbagliato e i demoni finirono imprigionati in una sorta di Limbo, una dimensione intermedia.
Ai giorni nostri quell'incantesimo-prigione mostra segni di cedimento. Da un momento all'altro le malvagie creature potrebbero materializzarsi nuovamente sulla Terra, libere di devastarla, oppure sulla Luna, che esercita sui demoni una fortissima attrazione.
Il popolo fatato non è in grado di predire il momento esatto in cui si verificherà l'incombente catastrofe. Ma c'è chi è sempre un passo avanti a loro: Artemis Fowl, che è stato in grado di risolvere l'equazione temporale dove si cela la risposta al quesito. Nei suoi tentativi di intercettare un demone, Artemis si scontra con una misteriosa ragazza, Minerva Paradizo, che riesce a catturare per prima un demone.
Una corsa contro il tempo vedrà Artemis impegnato a rintracciare il demone rapito prima che il sortilegio del Limbo si dissolva completamente, liberando il flagello che racchiude. La situazione si capovolge, con Minerva dalla parte del "bene" e il demone rapito trasformato in stregone.

### Capitolo 1 - Ritorno al passato
Artemis Fowl II si trova a Barcellona con Domovoi Leale, davanti a Casa Milà. Artemis pensa ad alta voce ai diversi modi di entrare nell'edificio, o di dove potrebbero posizionarsi dei cecchini; ma confida anche a Leale che è spesso distratto da una ragazza bionda seduta ad un tavolino con due uomini. Improvvisamente, mentre attraversano la strada, appare una creatura che lo trascina in un viaggio nello spazio-tempo: negli abissi, nell'universo, nel tempo. Infine Artemis torna a Barcellona, ma nel passato: l'architetto Antoni Gaudí sta progettando Casa Milà, e Artemis gli dà un consiglio sulla struttura del progetto. Intanto, Leale, a Barcellona, nel presente, sta assistendo a una scena di panico puro: l'arrivo del mostro non è certo passato inosservato. Mentre tutti fuggono, però, la ragazza in precedenza notata da Artemis rimane ferma, coi suoi due compagni, al proprio tavolo. Leale si accorge che la sua mano, che aveva cercato di afferrare Artemis, è rimasta col ragazzo: Leale riesce a salvarlo e lo riporta nel presente. I due salgono a bordo di una limousine e si dirigono verso l'aeroporto. Leale spiega a Artemis che è stato un braccialetto regalatogli da Juliet a salvarlo. Ma Artemis si accorge che il suo indice sinistro e il suo dito medio sinistro si sono scambiati di posto.

### Capitolo 2 - Bibbidi Buh
Nel secondo capitolo, troviamo Spinella Tappo e Bombarda Sterro, nella loro nuova attività di cacciatori di fuorilegge. I due sono all'inseguimento di Bibbidi buh, un "pericoloso" ladro di pesce. Durante l'inseguimento, Spinella riflette sulla diversità della sua situazione prima e dopo il congedo dalla LEP; infatti, si era licenziata nel libro precedente. Mentre prima Spinella si occupava di pericolosi inseguimenti, missioni top-secret e aveva al suo comando abbastanza uomini da guidare una buona azione, ora si ritrova disarmata, con la sola compagnia di Bombarda. Dopo una particolare mossa di Bibbidi Buh, Spinella rimane quasi uccisa, ma salvatasi riesce, con l'aiuto di Bombarda, a bloccare Bibbidi Buh. Ritornando indietro per consegnare il ladro alla LEP, la compagnia incontra un gruppo di agenti, presumibilmente della LEP, capeggiati dal Comandante Vinyaya. Il comandante ordina di seguirla, e si dirige verso il Quartier Generale della Sezione Otto. Qui Spinella e Bombarda ritrovano Polledro, che nel frattempo si è licenziato dalla LEP ed è stato assunto dalla Sezione Otto, comandata da Vinyaya. Polledro spiega che un demone è riuscito a fuggire dall'isola in cui i Demoni erano stati rinchiusi secoli prima, e che pensano che Artemis Fowl II sia coinvolto nella faccenda. Per questo chiedono a Spinella di andare a Casa Fowl per ottenere delle informazioni da Artemis. Spinella accetta di aiutare la Sezione Otto solo dopo aver saputo di che colore erano le uniformi.

### Capitolo 3
Nel terzo capitolo ci troviamo a Hybras, la terra dei demoni. Conosciamo un giovane demone, N°1, che, nonostante sia il più anziano del gruppo, non ha ancora subito la metamorfosi completa. Un giorno, conosce Leon Abbot, che secoli prima ha concluso vittoriosamente la battaglia contro gli uomini. Nel tentativo di completare la propria evoluzione, N°1 compie una magia: i demoni non dovrebbero essere in grado di fare magie. Abbot mette a tacere subito l'accaduto, ma N°1 decide di raggiungere il vulcano dell'isola, l'unico contatto rimasto col mondo degli umani per salvare l'isola di Hybras.

## Nuovi personaggi

### N°1
Nel libro si apprende che in una dimensione separata da quella degli umani vivono i demoni, l'ottava e ultima famiglia del popolo, scomparsa una decina di millenni prima degli avvenimenti narrati nella storia. In particolare, fra questi si evidenzia il comportamento di N°1: è un diavoletto, ovvero un diavolo giovane non ancora "schizzato", cioè non in piena maturità. N°1 sembra essere uno stregone, dato che, unico tra i demoni, è in grado di fare magie. Recatosi verso il cratere del vulcano, unico tramite con la Terra, verrà sbalzato nel nostro mondo e qui sarà rapito da Minerva Paradizo. Grazie ad Artemis riuscirà a salvare dall'incantesimo chiamato "tocco della medusa" il capo degli stregoni che diecimila anni prima aveva eseguito il tempincanto. Qwan, il demone redivivo, gli mostrerà i rudimenti per iniziare a conoscere e sfruttare i suoi poteri. Alla fine della storia il N°1 scoprirà di essere lo stregone più potente che si sia mai visto fra le file del popolo. 

### Minerva Paradizo
È una ragazza di dodici anni nata a Cagnes-sur-Mer, nel sud della Francia, figlia di Gaspard Paradizo, chirurgo plastico di origine brasiliana. Artemis Fowl la incontra per la prima volta a Barcellona presso Casa Milà; la giovane, accompagnata dal padre e da una guardia del corpo con una stampella -che in realtà è un fucile a dardi- attira l'attenzione di Artemis grazie alla sua riccioluta chioma bionda. La distrazione infastidisce non poco il ragazzo che disprezza questo genere di sensazioni dovute alla pubertà. Viene anche notata da Domovoi Leale al teatro Bellini, dove lui e Artemis stanno cercando di intercettare un demone in arrivo dal Limbo. Non è una coincidenza; la giovane ha ideato un piano per catturale il magico essere e Artemis rimane abbastanza colpito dall'intelligenza della ragazza. Il piano riesce alla perfezione: Minerva riesce a catturare il piccolo demone e il giovane irlandese si complimenta da lontano con un applauso. La ragazza lo ringrazia con un inchino e prima di uscire dal teatro pronuncia due parole: "Artemis Fowl". È l'inizio di una sfida tra i due giovani geni che li porterà a scontrarsi e ad allearsi per la salvare l'Ottava Specie e non solo.

### Qwan
Qwan è uno stregone, un tipo di demone. Gli stregoni nella serie di Artemis Fowl sono gli unici demoni che sanno usare la magia. La loro magia e più forte di ogni altro essere magico. Gli stregoni sono anche gli unici demoni buoni.
Qwan era uno degli stregoni più potenti dal tempo del teletrasporto di Hybras. Mentre tentava di effettuare questo trasporto nel Limbo con gli altri stregoni, il cerchio magico fu spezzato da Leon Abbot, che pietrificò il resto degli stregoni. Qwan viene ritrovato da Artemis Fowl in una galleria d'arte a Taipei mille anni dopo. Grazie all'aiuto del demone Numero 1, stregone anche lui, riesce a rompere l'incantesimo, ma lui è l'unico dei sette stregoni ad essere sopravvissuto. 
Qwan accompagna Artemis Fowl, Spinella Tappo e Numero 1 fino a Hybras, dove scopre che il settimo stregone, Qweffor, è imprigionato nel corpo di Leon Abbot. Quando hanno formato il cerchio magico finalmente Qweffor si riesce a liberare e riescono a salvare Hybras. Quando tornano sulla terra Qwan diventa l'istruttore di Numero 1.

### Qweffor
È il primo apprendista del demone-stregone Qwan. Ritenuto morto, in realtà era stato fagocitato dalla coscienza del demone N'zall, nel quale era rimasto latente fino all'arrivo di Qwan ad Hybras, momento in cui si manifesterà prendendo possesso del corpo che condivideva.

## Sezione Otto
La Sezione Otto è un reparto segreto della LEP, acronimo di Libera Eroica Polizia creata appositamente per il controllo dei demoni, appartenenti all'ottava famiglia del popolo; da qui il nome sezione Otto. Il capitano Spinella Tappo viene assunta in questa organizzazione per aiutare a far fronte a un'emergenza riguardante i demoni alla quale parteciperà con Artemis Fowl.

## Codice Gnomico
All'interno del libro, a fondo pagina, scorre un testo stampato in gnomico, l'alfabeto del Popolo, e trascritto risulta essere un antico consiglio.

## Edizioni
- Eoin Colfer, Artemis Fowl - La colonia perduta, Arnoldo Mondadori Editore, 2007.